# Xã Magnet, Quận Hot Spring, Arkansas
Xã Magnet (tiếng Anh: Magnet Township) là một xã thuộc quận Hot Spring, tiểu bang Arkansas, Hoa Kỳ. Năm 2010, dân số của xã này là 2.627 người.